# Zahájí (Lesná)
Zahájí (německy Waldheim) je zaniklá osada v Českém lese, v dnešním okrese Tachov. Vesnice se nacházela na hranici Čech a Bavorska, v údolí potoka zvaného Zahájský a blízko jeho soutoku s Celním potokem. Nejbližšími osadami v okolí býval Schwanhof na straně německé a Jedlina (Neu Losinthal) a Česká Ves (Böhmischdorf) na české straně, které ale zanikly ve stejné době jako Zahájí. Nejbližší dosud obydlenou osadou na české straně je Stará Knížecí Huť. Katastrální území Zahájí u Lesné patří k obci Lesná.

## Historie
17. května 1607 koupil sklářský podnikatel Pavel Schürer (či Schürrer) od císaře Rudolfa II. část pohraničního lesa při tzv. Schönwaldské cestě, který patřil k tachovskému panství. Založil zde panské sídlo a statek, kterým se nejprve říkalo Grünwald. Ves se brzy rozrostla o další obytné budovy, sklárnu, pivovar, krčmu a masné krámy. Kvůli sporem s falckým rodem Wirsbergů Schürer celou ves roku 1617 prodal a ta poté rychle střídala své majitele. Mezi lety 1813 a 1884 byl Waldheim majetkem rodu Malovců. Arnošt Malovec mj. obnovil tou dobou již zpustlý zámek, stojící nejspíše na základech panského sídla z dob Schürerových.

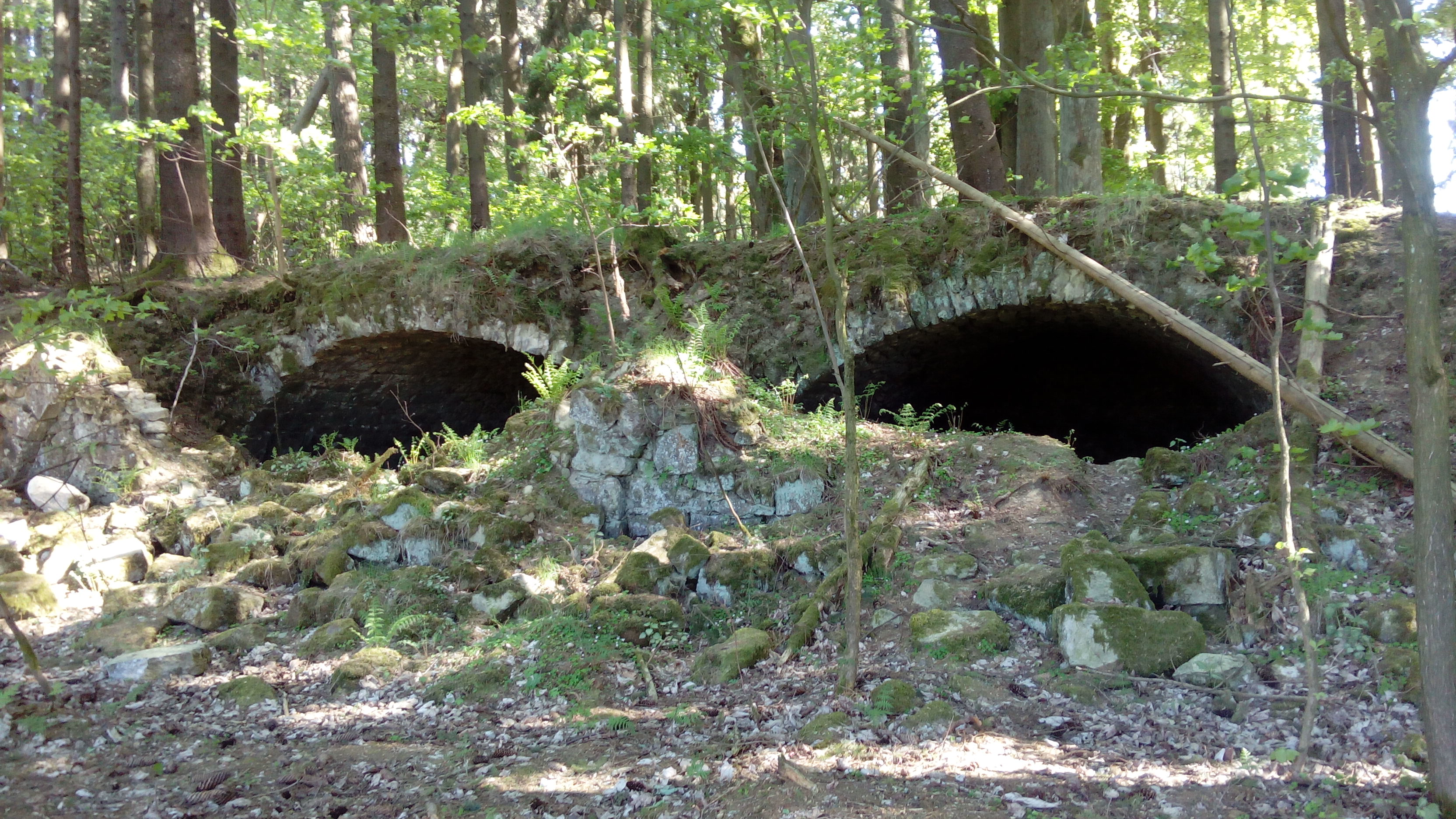
Zbytky sklepů zahájského zámku.

Po odchodu Malovců byl majetek statku rozprodáván. Sklárny koupila židovská firma Kupfer & Glaser, která postupně snižovala výrobu, až v roce 1938, důsledkem vyvlastnění jejího majetku, provoz skláren ve Waldheimu skončil zcela. Dne 26. dubna 1945 přešla po Schönwaldské cestě z Německa do Čech americká vojska a během střetu s německými vojáky shořelo několik domů. Po odsunu německého obyvatelstva zůstal Waldheim zcela opuštěným, až během budování železné opony kolem roku 1955 byly prázdné domy srovnány se zemí. Demolice vesnice je zdokumentována fotografiemi z německé části hranice. Na německé straně zůstala dokonce malá část obce zachována a nese dodnes název Waldheim, přičemž patří pod správu obce Georgenberg.

## Přední a Zadní Zahájí

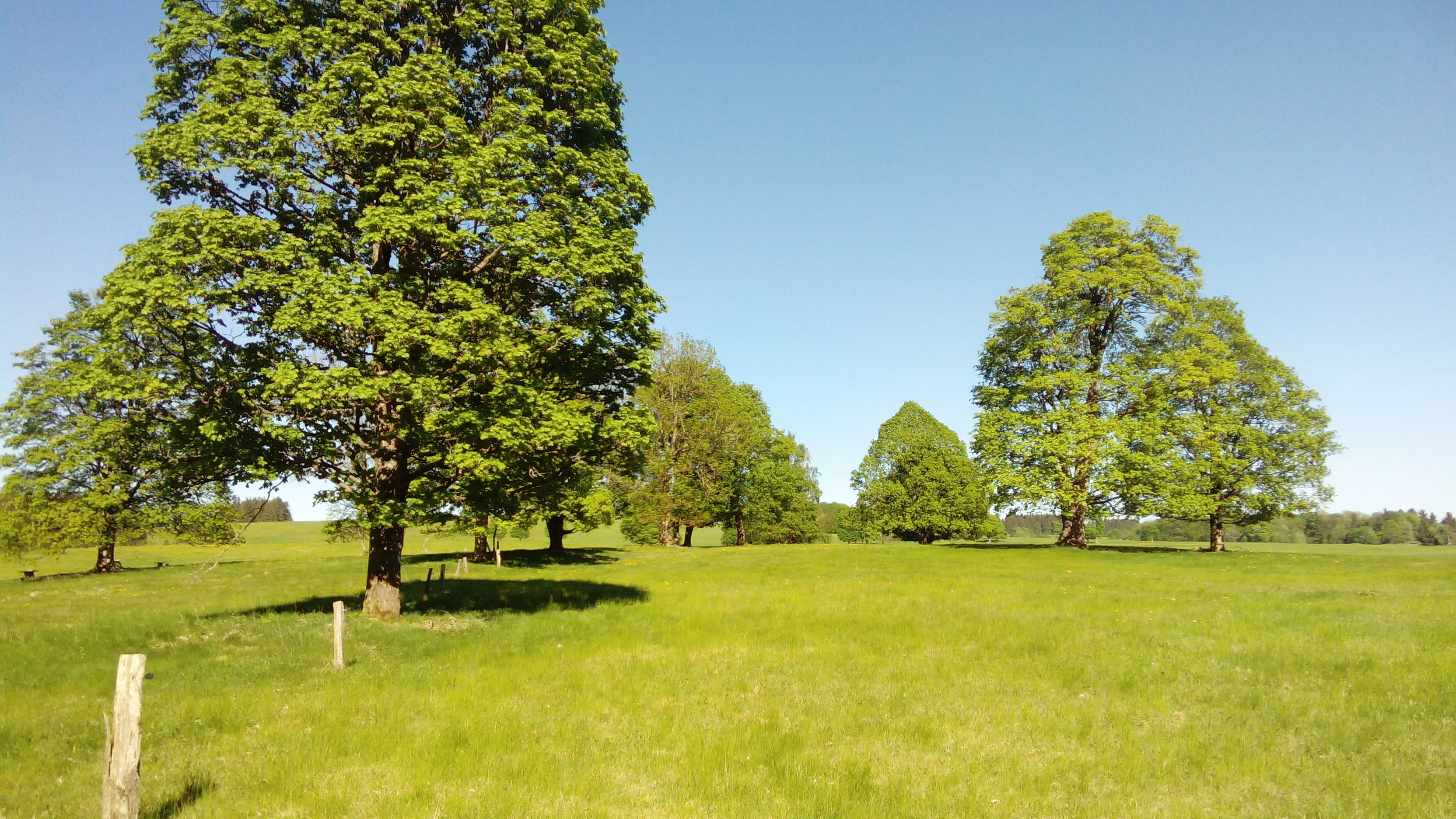
V místech, kde se nacházelo Zadní Zahájí jsou dnes již jen pastviny.

Původní část vesnice, založená v 17. století Schürerem se později nazývala jako Přední Zahájí (Vorder Waldheim). V této části též stál zámek, sklárny a další provozy a nacházela se blíže ke státní hranici, proto se z ní dochovalo několik staveb na německé straně. Zadní Zahájí (Hinter Waldheim) vzniklo později a tvořilo jej několik hospodářských stavení. V roce 1930 stálo v Zadním Zahájí 21 domů a žilo zde 139 obyvatel, všichni německé národnosti. Mezi Předním a Zadním Zahájím se nacházel Nový rybník, který zůstal zachován i po zániku obou osad.

## Zajímavost
Mnoho zdrojů se zmiňuje o místní zvláštnosti, kterou byla údajná poloha místního hostince. Ten byl zřízen přímo na česko-bavorské státní hranici, přičemž jeden z hraničních kamenů stál uprostřed kuchyně a výčepní prý na pravé straně od hranice točil české pivo a nalevo od hranice bavorské. Podle Zdeňka Procházky takto hranice mezi státy procházela až do roku 1838, poté byla budova hostince (čp. 11) evidována již celá na české straně.

## Významní rodáci
- František Karel Kolár, český herec a básník[4]